# Pałac w Malejowcach
Pałac w Malejowcach – wybudowany w 1788 r. przez Jana Onufrego Orłowskiego w Malejowcach w stylu Ludwika XVI.
W dniu 30 września 1800 roku w kaplicy pałacowej pobrali się rodzice Delfiny Potockiej - Stanisław Delfin Komar i Honorata Orłowska (córka Jana Onufrego). Ślubu udzielił biskup Michał Sierakowski.

## Architektura

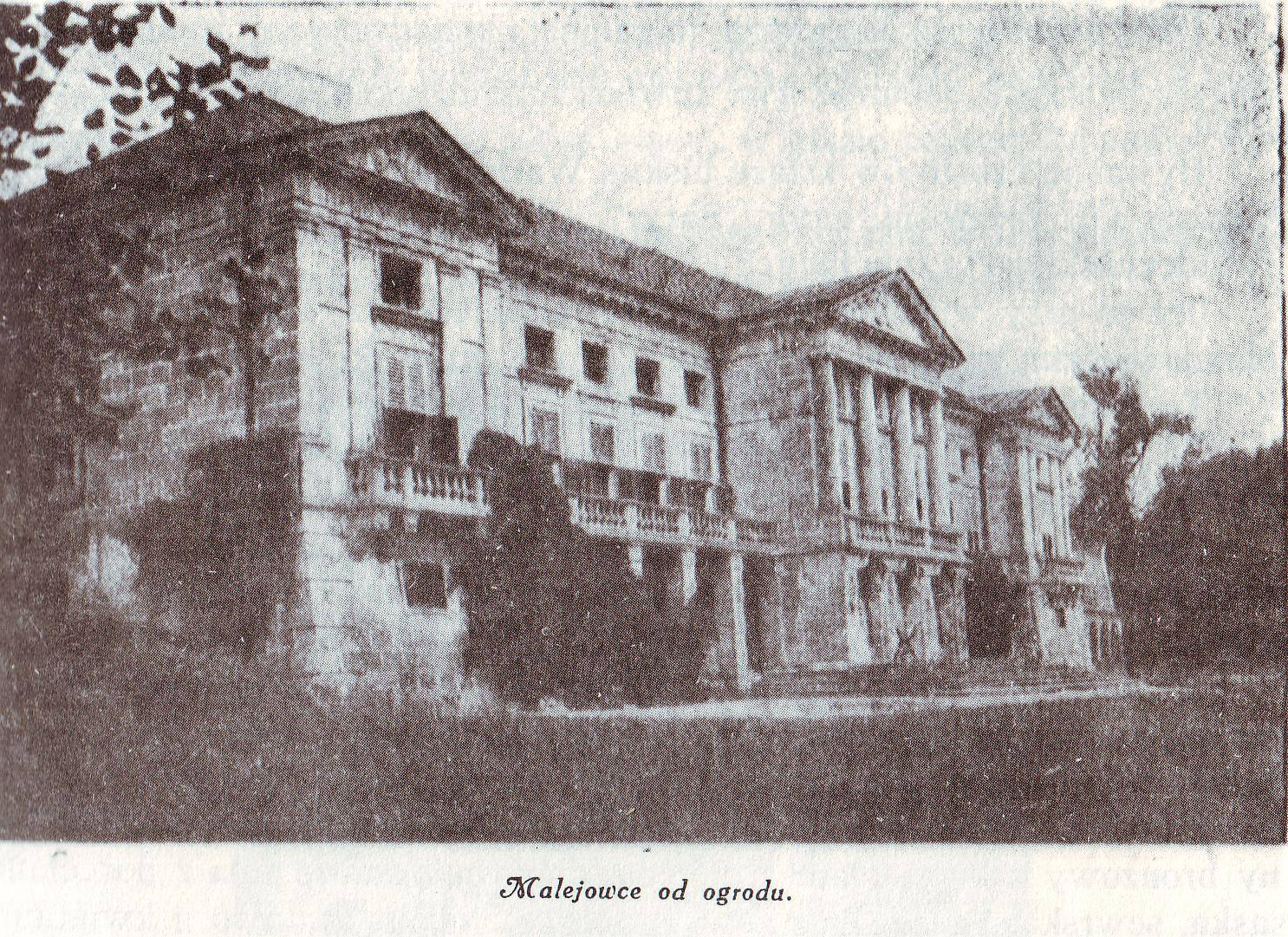
Malejowce

Dwupiętrowy pałac wzniesiono w porządku doryckim z ciosanego kamienia według projektu Dominika Merliniego lub Jakuba Kubickiego. Od frontu pałac posiadał portyk z czterema kolumnami podtrzymującymi tympanon.

## Wyposażenie
W pałacu mieściły się: kaplica, biblioteka licząca 7600 dzieł, gabinet numizmatyczny, jeden z większych w kraju, ze szczególnie pięknym zbiorem medali greckich, monet hiszpańskich i pochodzących z rzymskich kolonii. Gabinet utworzony przez ks. abp. Ignacego Krasickiego, został znacznie powiększony przez jego bratanka hr. Ignacego Krasickiego (1767-1844). Zbiory odziedziczył jego wnuk Ignacy Orłowski (1813-1895), syn Róży z Krasickich Orłowskiej (1787-1880). 

## Ogród
Obiekt położony był nad skalnym jarem, którym płynie rzeka Usza. Jar zamieniono w ogród, który upiększyła Róża z Krasickich Orłowska. W ogrodzie znajdowały się obszerne oranżerie, figarnie, duża kaskada o wysokości 48 stóp, pod którą w skale zostały wykute jaskinie z ołtarzami i posągami świętych; ozdobne łazienki oraz ptaszarnie. 

Galeria
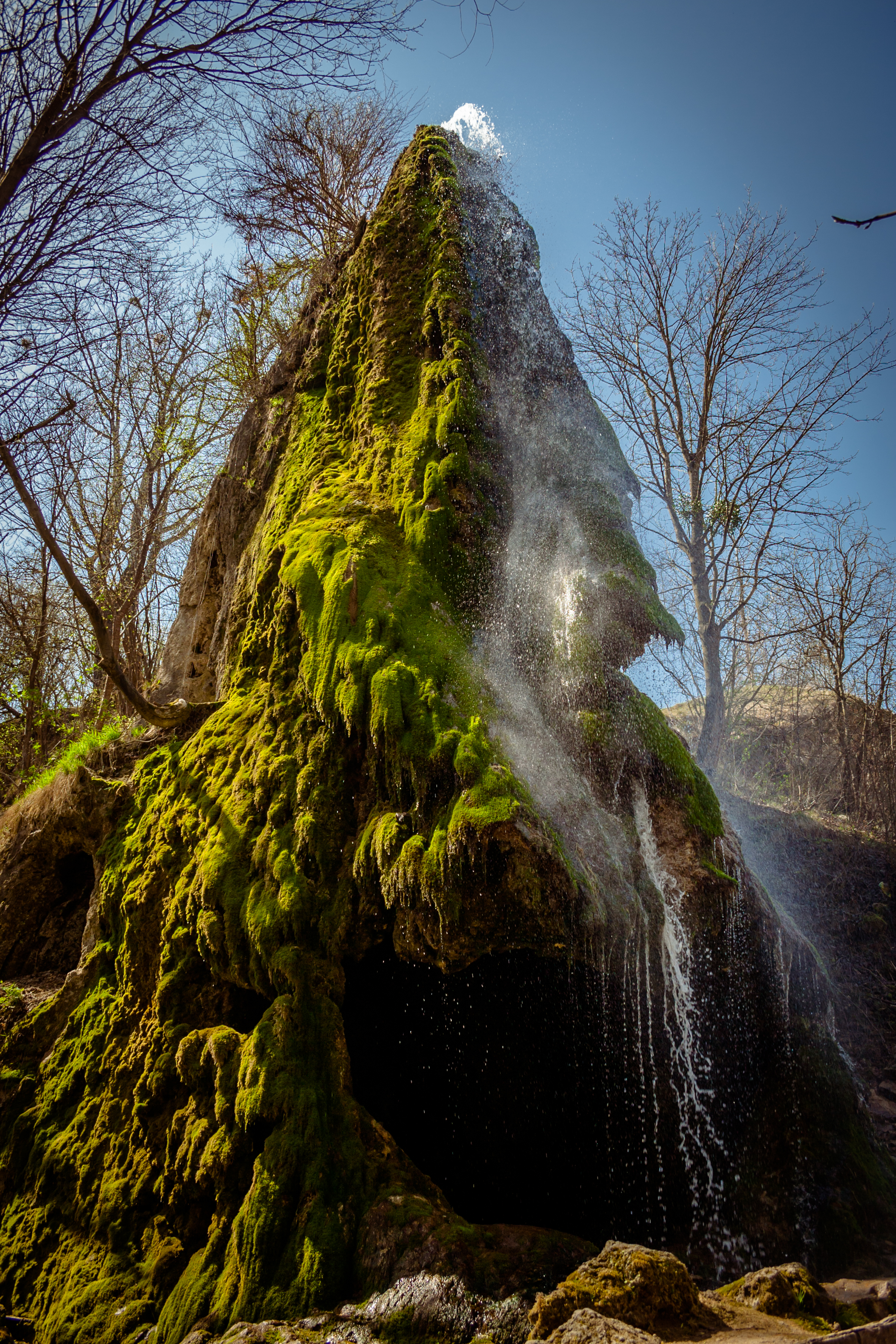
Wapienna skała z 18-metrowym sztucznym wodospadem i dwupoziomową grotą
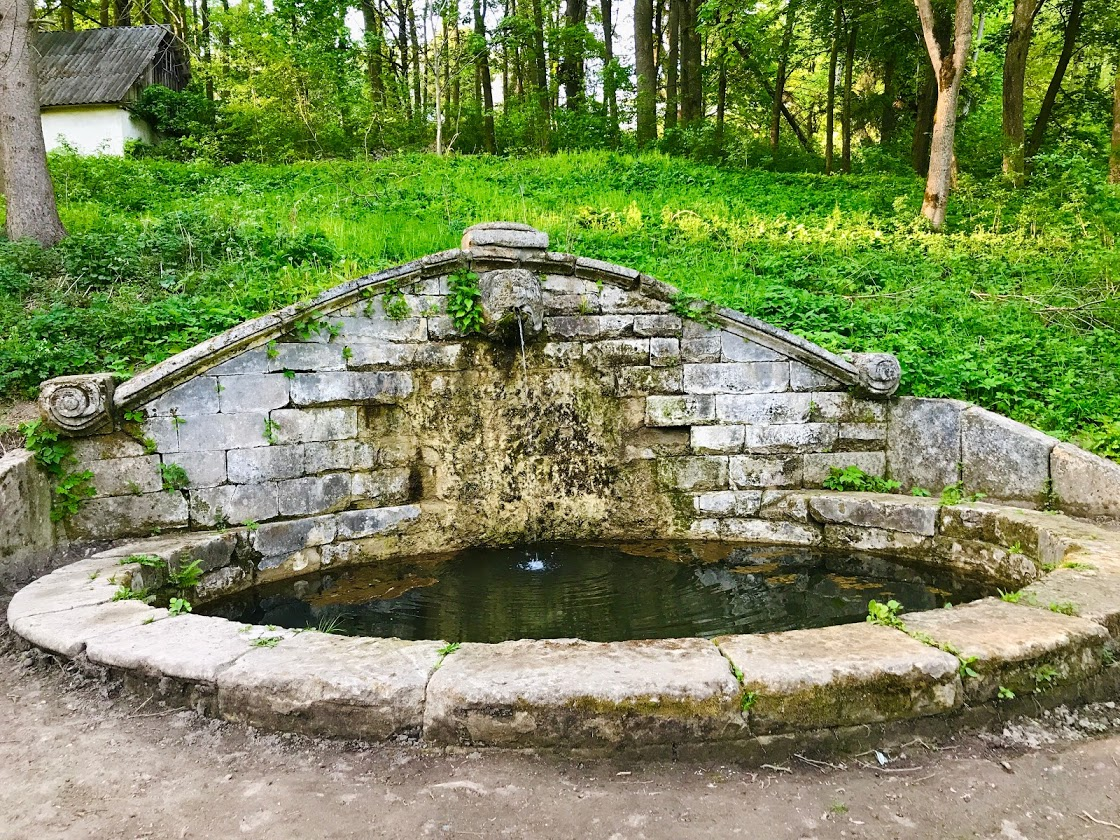
Źródło pitnej wody z płaskorzeźbą lwa
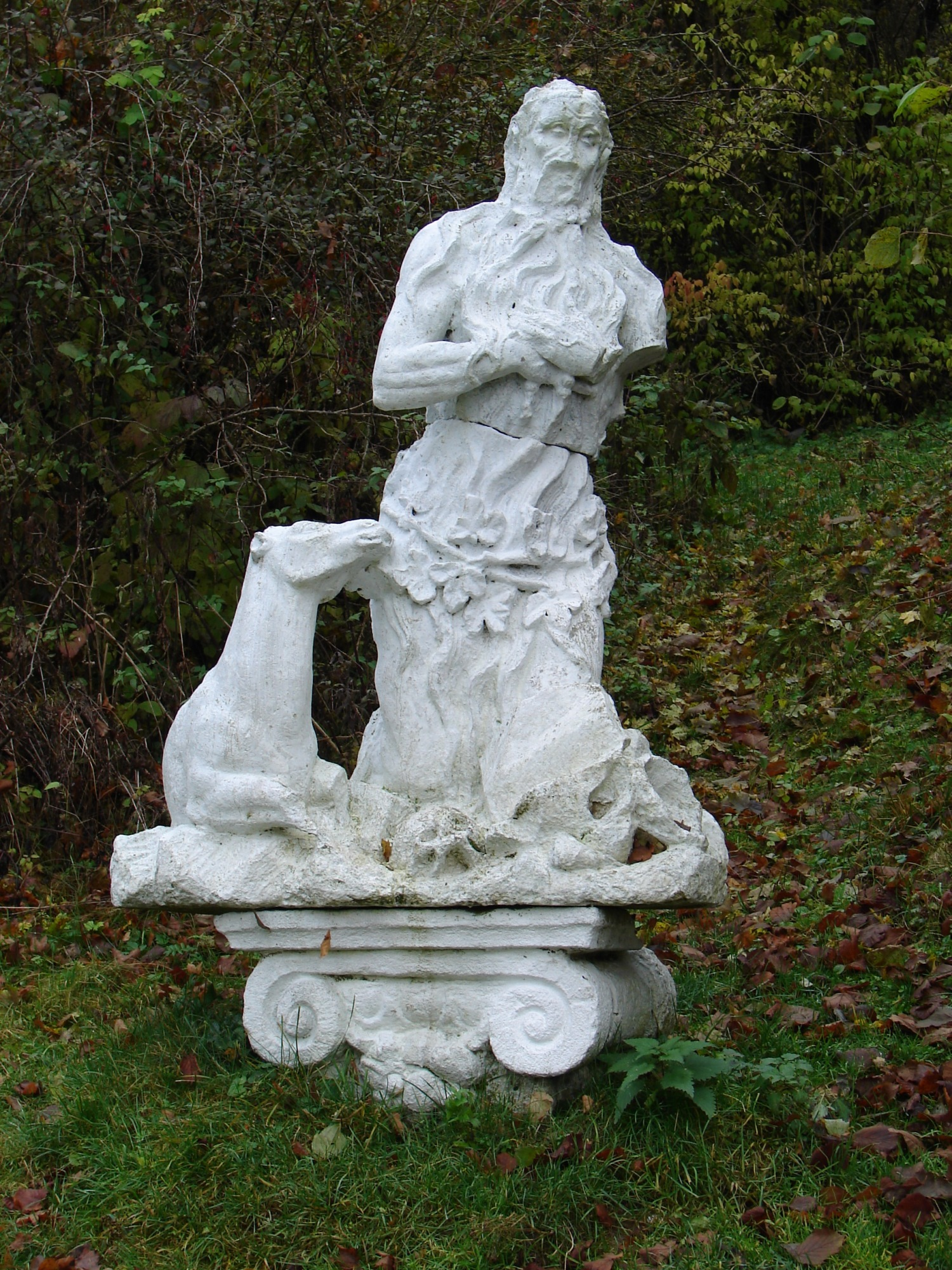
Rzeźba w parku
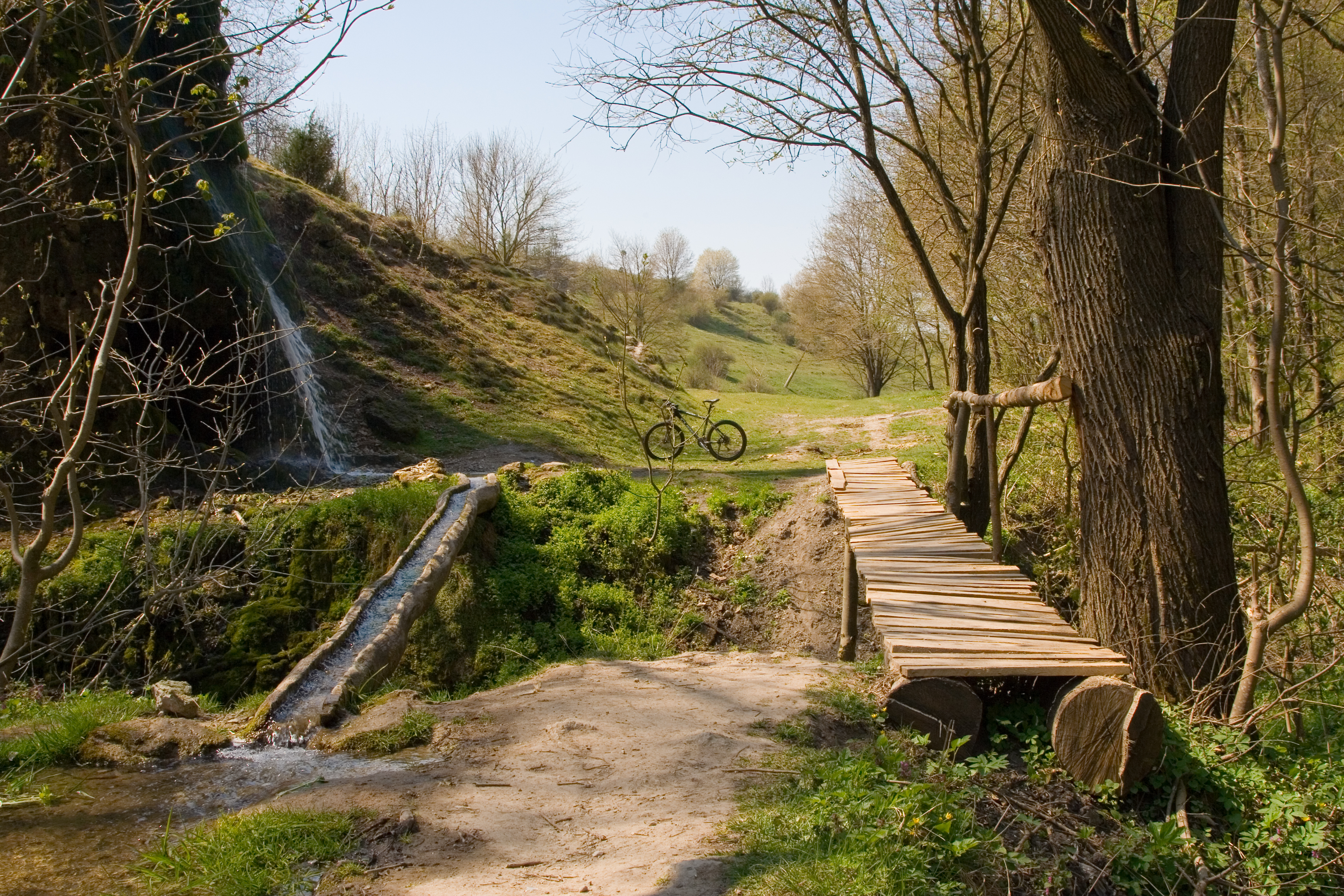
Рark
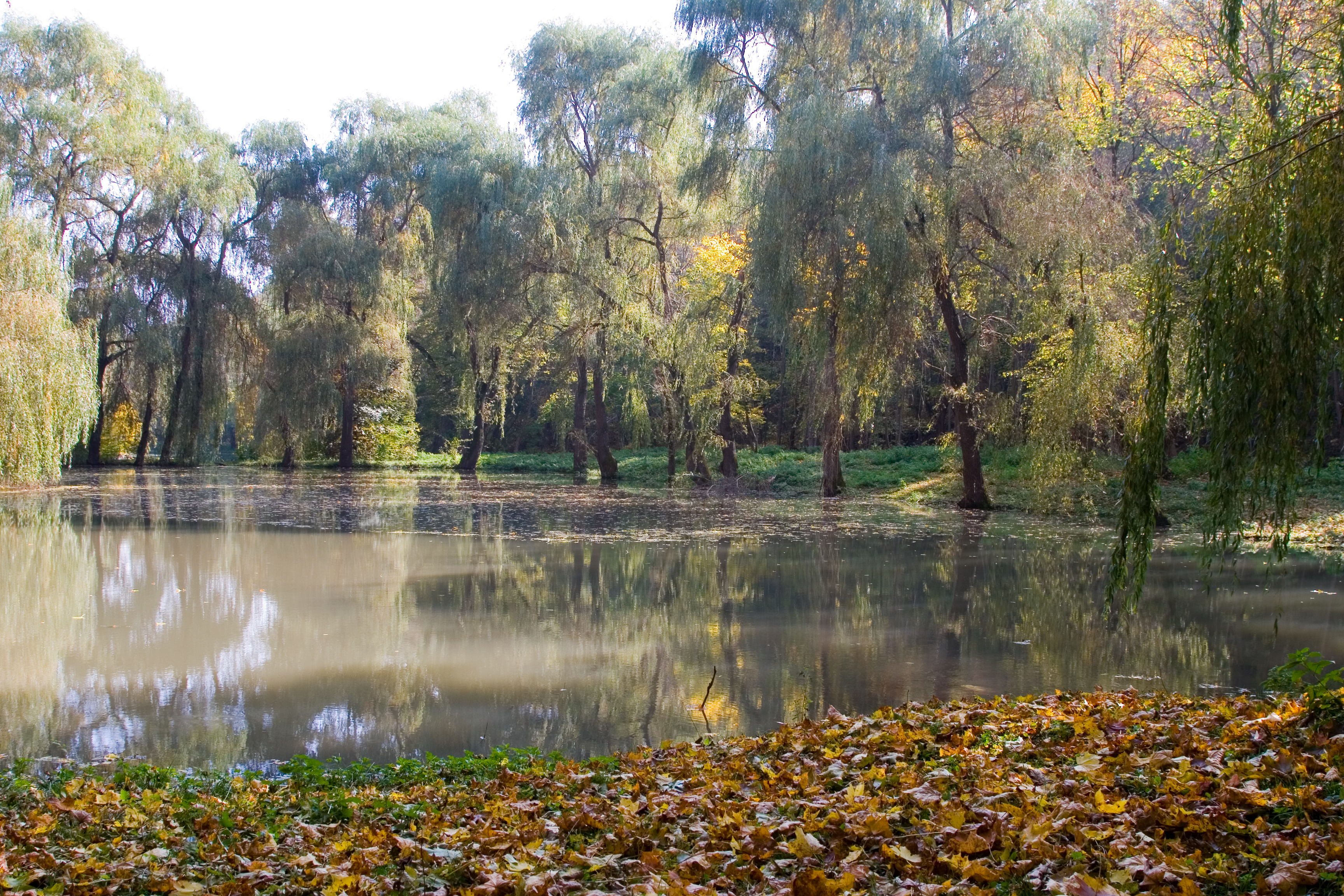
Рark